# Liant

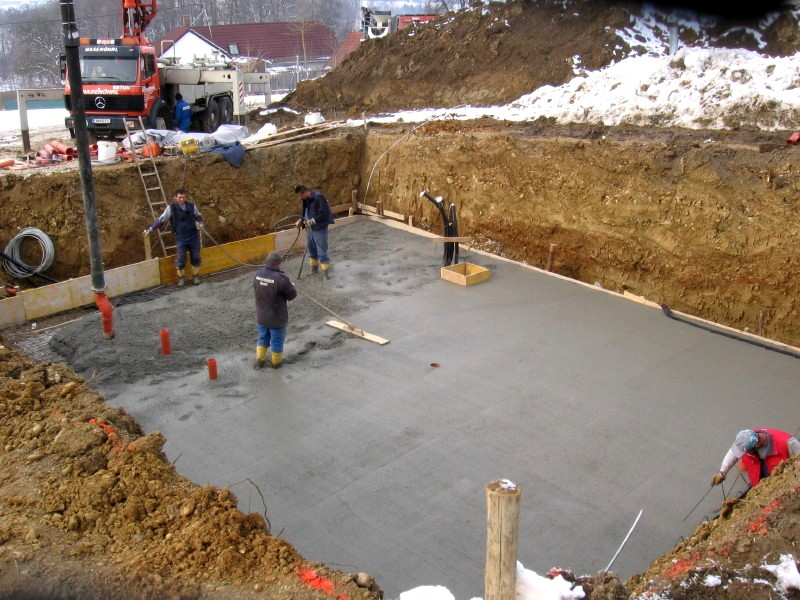
Coulage d'un sous-sol en béton

Un liant est un produit qui sert à agglomérer en masse solide des particules solides sous forme de poudre ou de granulats (appelés aussi agrégats. Dans le cas des peintures et mastics, on parle de charges).
Les liants entrent dans la fabrication des peintures, des colles, des mastics, des mortiers, etc.

## Classification
Selon leur composition, les liants peuvent être classés en deux grandes familles : les liants minéraux et les liants organiques.
- Les liants minéraux : selon leur mode de durcissement, ils peuvent être classés en deux sous-familles : 
  - les liants aériens : durcissement à l'air dû à une réaction de carbonatation : chaux aériennes, argiles ;
  - les liants hydrauliques : durcissement en milieu humide ou dans l’eau dû à une réaction d'hydratation de silicates ou d'aluminates : chaux hydrauliques, ciments (ciment prompt, ciment Portland, ciment alumineux), plâtres, laitiers.

- Les liants organiques :
  - les liants hydrocarbonés : bitumes, goudrons ;
  - les résines et surtout polymères : les aminoplastes, par exemple, sont des polymères largement utilisés dans l'industrie du bois et de ses dérivés.

## Liants minéraux
L'argile ou la terre argileuse est disponible à l'état naturel et est employée dans des mortiers de terre ou des bétons de terre. D'autres sont obtenus par calcination.

### Liants obtenus par calcination
D'après Louis Vicat, la chaux, la silice, l'alumine, et la magnésie sont les principes essentiels dont se composent les gangues qui lient les matériaux employés dans les constructions. Ces principes élémentaires qui, combinés en proportions diverses, constituent les composés connus dans l'art de bâtir sous les noms de chaux hydrauliques, ciments, et pouzzolanes, composés qui concourent à la formation par voie humide des gangues qui lient les agrégats appelés mortiers et bétons. Dans ces gangues, la silice joue le rôle d'acide et engendre des silicates dont les autres principes ensemble ou séparément deviennent les bases. La chaux, la silice, l'alumine et la magnésie ne se présentent pas isolées et à l'état chimique dans la nature, elles y sont au contraire engagées par voie de combinaison ou de mélange, soit entre elles, soit avec d'autres substances dont il serait trop dispendieux de les extraire pour en disposer individuellement. L'art consiste donc à tirer parti des produits naturels où elles entrent en proportions considérables pour arriver le plus économiquement possible au but recherché ; ces produits sont d'une part les pierres calcaires pures ou argileuses ou magnésiennes et de l'autre les argiles, les sables et les « substances plutoniques » ou « neptuniennes » résultant tantôt des déjections volcaniques tantôt de la décomposition spontanée et séculaire de certaines roches.

## Dans les mastics
Les mastics historiques emploient des liants organiques : huile de lin ; résines diverses : résines végétales, poix et poix résine, gomme naturelle et gomme laque, cire, cire jaune et cire d'Espagne ; ou minéraux : asphalte, argile, plâtre, ciment, etc.
Dans les pays industrialisés, les mastics sont principalement fabriqués à partir de matières plastiques et d'élastomères.

## Dans le mortier
Une soupe de riz gluant est utilisée comme liant, mélangé à de la chaux, pour faire le mortier qui servit dans la construction de la Grande Muraille de Chine.

## Dans la colle
La farine de riz gluant est le liant de la colle à papier traditionnelle en Extrême-Orient, on y ajoute de l'huile d'amande amère pour éviter les moisissures.

## En peinture
Une peinture est constituée de deux ingrédients : le pigment ou la teinture et le liant.
Le liant remplit trois fonctions :
- donner de la cohésion aux pigments afin que la matière picturale puisse être manipulée au pinceau ou au couteau. Le liant enrobe la poudre pigmentaire et l'agglutine pour former une pâte plus ou moins liquide ou épaisse ;
- permettre à la matière colorée de sécher et durcir pour former un film pictural solide et durable. Cette solidification (ou siccativation dans le cas de l'huile) peut être permanente (acrylique, aquarelle) ou réversible (gouache, cire) ;
- donner un aspect particulier et voulu à un type de peinture[3] (mat, brillant, miroir, etc.).

### Dans le domaine artistique
Parmi les différents liants dont dispose le peintre, on peut citer :
- l'huile siccative (huile de lin, huile de carthame, huile de noix, huile d'œillette) pour la peinture à l'huile ;
- la gomme arabique (pour l'aquarelle et la gouache) ;
- les résines alkyde, acrylique ou vinylique pour les peintures du même nom ;
- l'œuf pour la tempera ;
- la cire pour la peinture à l'encaustique et les pastels à la cire.

### Dans le domaine industriel et dans la peinture en bâtiment
Voici une liste de dix liants :
1. le liant vinylique ;
2. le liant acrylique ;
3. les liants alkydes et glycérophtaliques ;
4. le liant siloxane ;
5. le liant époxydique ;
6. le liant polyuréthane ;
7. les liants alkyde uréthane ;
8. l'huile de lin ;
9. la cire d'abeille ;
10. la chaux.

## Dans les encres
Les encres en Extrême-Orient (voir encre de Chine) dans l'impression traditionnelle (estampe), qu'elle soit artistique ou industrielle, comme dans l'écriture au pinceau, sont faites de suies qu'on mélange à l'eau qui suffit à lier la suie et le papier.
L'encre typographique inventée par Johannes Gutenberg utilise de l'huile de lin comme liant, c'est une des révolutions, avec la presse typographique qui feront sa renommée.

## Dans le domaine alimentaire
Un agent liant (amidon, jaune d'œuf...) est un agent de texture qui permet de lier une préparation alimentaire.